# 亮島

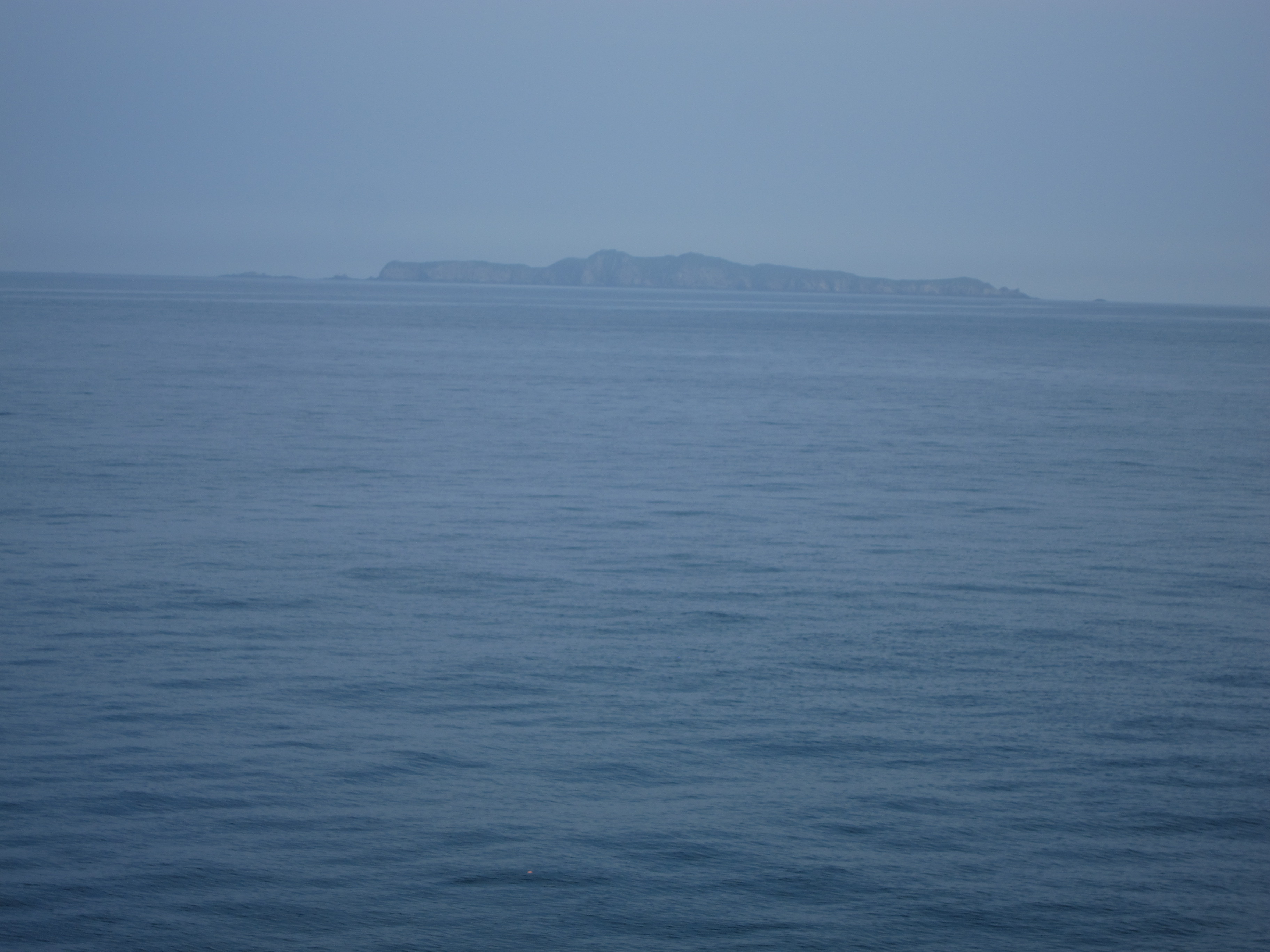
亮島

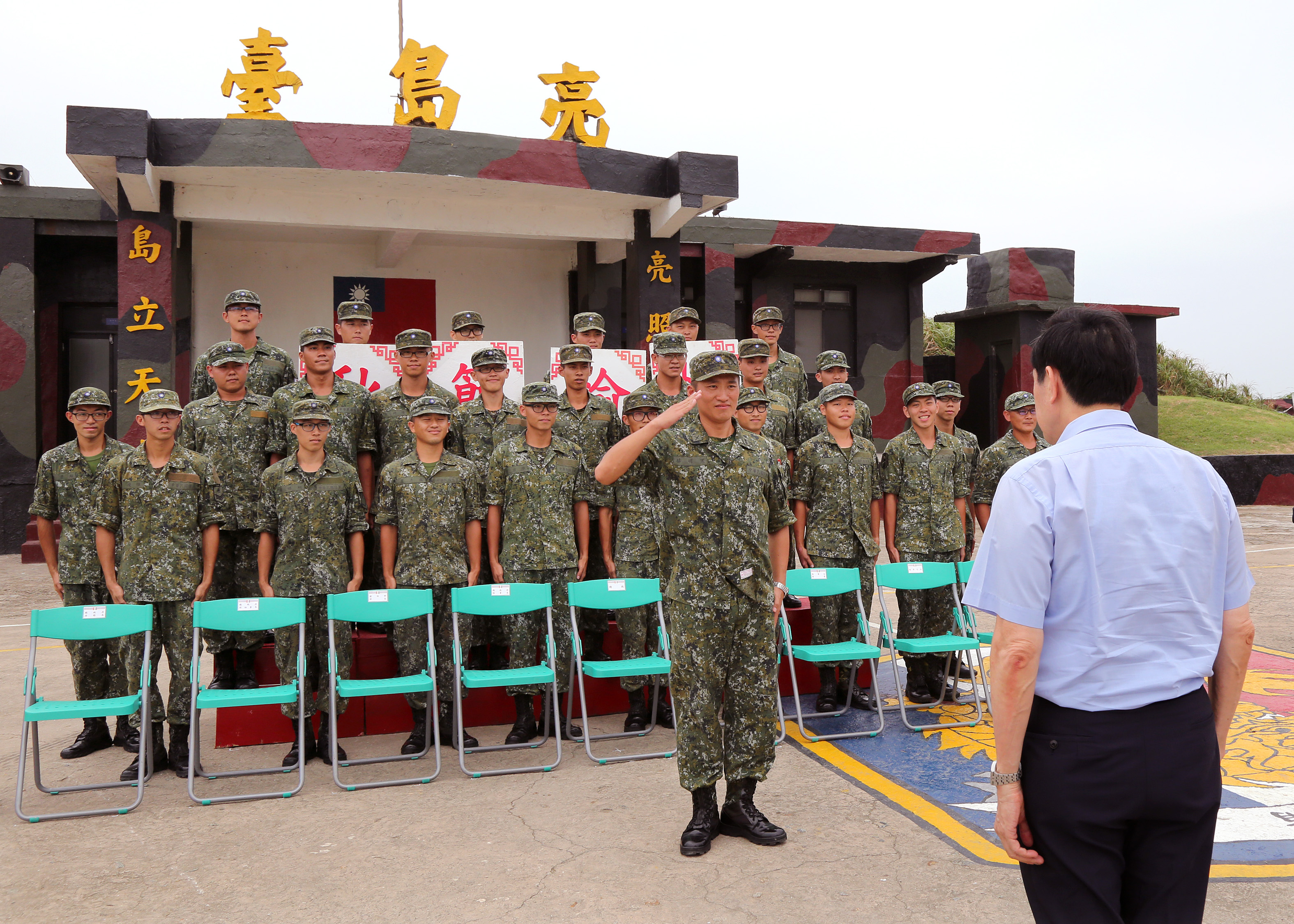
2015年9月24日 時任總統馬英九秋節慰勉亮島部隊

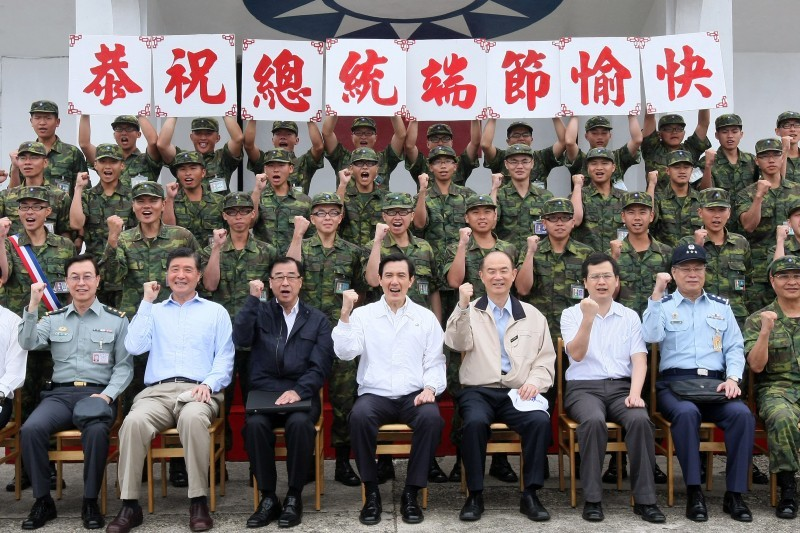
2015年9月24日 時任總統馬英九秋節慰勉亮島部隊

亮島，舊稱浪島，傳統名稱橫山（馬拼：Huàng-sang，平話字：Huàng-săng），是位於中華民國福建省馬祖列島北竿與東引之間的島嶼，隸屬連江縣北竿鄉橋仔村。亮島島嶼長約1,400公尺、寬250公尺，面積約0.4平方公里，四周峭壁陡峻，地形險要，距離中國大陸西洋島（寧德市霞浦縣）24公里，雙峰島26公里。後因呼應「島立天中，亮照大陸」的期許而更名為「亮島」。目前限制民間人士登岸，仍是軍事重地。

## 名稱

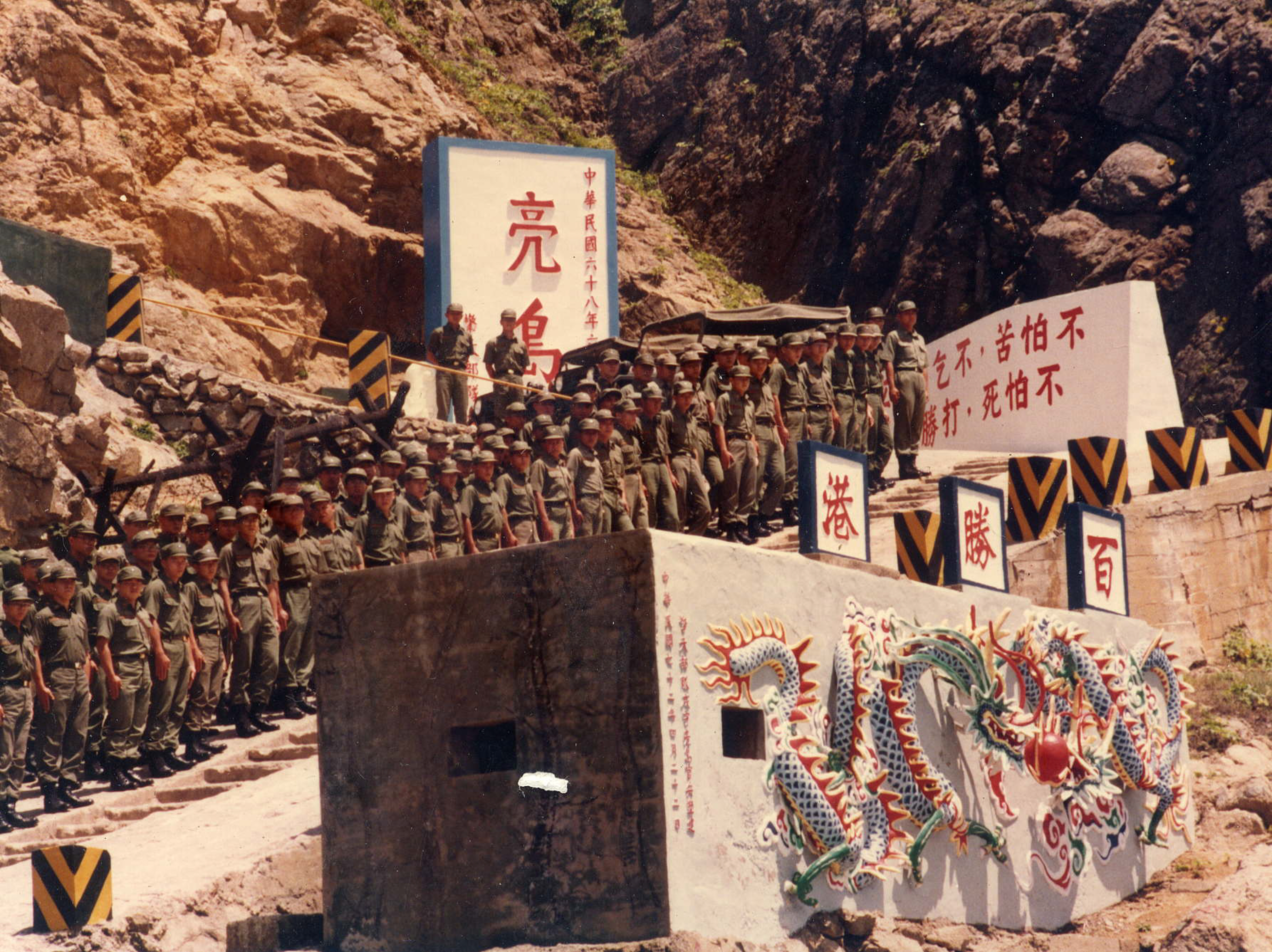
早期亮島駐軍整裝迎接情形

亮島原稱橫山（閩東語：huàng sang；變音實際讀為huāng nang），閩東居民仍沿續此稱呼。清代周凱纂輯的《廈門志‧卷四》附〈北洋海道考〉即載有此名。民國16年（1927）曹剛修、邱景雍纂《福建省連江縣志》仍稱橫山。中華人民共和國印製的地圖稱之為「西引島」。
1969年時任國防部長蔣經國登島視察時，蒞臨島上巡視，認為「浪」意味風浪，「亮」則是光明，照亮大陸，從此，浪島正式改為亮島。

## 歷史
8,300年前，在中石器時代，最初從非洲擴散至亞洲的原始人類的亮島1號人已在島上定居。
7,600年前，在新石器時代，亮島1號人被混了海洋蒙古人種的古南島語族的亮島2號人取代。
1951年7月，中華民國國軍為維護馬祖南竿、北竿與東引之間的航道安全，遂派遣反共救國軍海上特種突擊中隊中隊長李承山率六名隊員偵搜上岸，發現島上並無解放軍駐守，順利在浪島上豎立青天白日滿地紅旗。
1965年3月17日，陸軍實施「北極星演習」，派遣步兵連進紮，從此長駐至今。後來，中央研究院歷史語言研究所兼任研究員陳仲玉等研究團隊，在島上陸續發現多處貝塚遺址，尤其在亮島島尾的遺址群中除了挖掘出新石器時代的陶片、石器、骨器和貝殼外，還有三片人頭蓋骨；1965年，被發現有貝塚的百勝港遺址被興建起來。
1966年，蔣經國視察此島，認為原名浪島寓意不佳，更名其爲亮島，期許以「島立天中，亮照大陸」之名來照亮中國大陸。
2004年，島上新建樺恩碼頭，讓現在能夠得以順利進行一周兩次的物資運補。
2012年連江縣政府與中央研究院歷史語言研究所合作於亮島挖掘出新石器時代人骨（距今約8,300－7,900多年前），命名為亮島人。亮島人出於「亮島島尾一號遺址」，而研究團隊亦於「亮島島尾二號遺址」發現史前貝塚。2013年6月14日，連江縣政府公告以「亮島島尾遺址群」登錄為連江縣縣定考古遺址；2021年6月21日經過文化部文化資產局文資審議後再升為國定考古遺址「亮島島尾考古遺址」。

## 交通
1965年於亮島西南隅興建港口，名為百勝港，而此名乃得名自當時蓋港爆破時，不幸因公殉難的陸軍工兵上士錢百勝先生。而該港附近的邊坡斷面疑似有貝塚，因而通知中央研究院歷史語言研究所兼任研究員陳仲玉，並進一步邀集在地文史工作者組成「馬祖亮島考古隊」展開田野調查。然而由於百勝港易受強烈東北季風和潮汐影響，使得船隻進入百勝港運補不易，於2004年新建樺恩碼頭，由樺棋營造公司斥資千萬協助興建，改善後，可避開東北季風颳起後的潮浪及影響，有利每周兩次的運補作業。

## 亮島之歌
中華民國國軍軍歌《亮島之歌》，是駐守亮島的官兵將中華職棒主題曲改編而成。